# ラハイナ
ラハイナ（ハワイ語: Lāhainā ラーハイナー、英: Lahaina） は、アメリカ合衆国ハワイ州のマウイ島西部にある町。19世紀にはハワイ王国の首都が置かれ、捕鯨の拠点港として繁栄した。その歴史的な街並みはアメリカ合衆国国定歴史建造物地区に指定されており、観光地としても知られていたが、2023年8月に発生した山火事により、壊滅的な被害を受けた。

## 概要
ハワイ州では郡以下のレベルで自治体が編成されておらず、地域を把握する単位としては国勢調査指定地域 (CDP) が使用される。ラハイナの町は、行政上はマウイ郡管下のCDPである。2020年の米国勢調査によれば、ラハイナCDPは1万2702人の人口を擁する。
ラハイナの町はマウイ島の西部に所在し、マウイ郡庁のあるワイルクからは直線距離で西へ約18km、州都ホノルル（オアフ島）からは東南東へ約130kmに位置する。町の北にはカアナパリやカパルアといった著名なビーチリゾートがある。カアナパリやカパルアなどはラハイナと別のCDPに区分されるが、一般には一連の地域として見なされる。広義のラハイナ地域は、マウイ島西部の沿岸部を半周するハワイ州道30号（ホノアピイラニ・ハイウェイ）に沿い、南はオロワル・トンネル (Olowalu Tunnel) から、北はナピリ・ホノコワイCDPまでを含む。旅行者で賑わう繁忙期には、町の人口は4万を数えるほどに膨れ上がる事がある。
おおむね1820年から1845年にかけて、ラハイナはハワイ王国の首都であった。

## 歴史

### 地名
ラハイナは、古くはレレ (Lele)と呼ばれ、パンノキで知られる土地であった。レレという語は「跳ぶ」(英: jump)・「飛ぶ」(英: fly)といった意味を持つ。歴史家の Albert Pierce Taylor は、語と地名の関係を、"flying piece of kuleana, that which sticks out from the sea" と説明している。
ラハイナのハワイ語での古い発音はラーハイナー (Lāhainā) である。この地名は「苛烈な太陽」を意味する Lā hainā と解することができ、この場合は晴天続きで乾燥した気候を表現していると見られる。これについては、カウアウラ渓谷 (Kauaʻula Valley) に住んできた禿頭のアリイ（首長）が帽子もかぶらずに出歩いた際、太陽に向かって "He keu hoi keia o ka lā hainā"（「何と無慈悲な太陽だ！」）と呪ったのだという説話がある。
歴史家でマウイ歴史協会の創設者であるイネス・マクフィー・アッシュダウン（Inez MacPhee Ashdown, 1899年 - 1992年）は、この地域にはカフナ・ヌイ（大祭司）の託宣が多く残されていることから、「託宣の土地」(英: land (of) prophesy) を意味するLahaʻaina が由来であると主張した。ほかに、ラハイナの語源は「犠牲の日」(英: day (of) sacrifice) や 「解釈の日」(英: day (of) explanation) といった意味を含むのではないかと提起するものもある。

### 西洋との接触以前
マウイ島西部を治めた最初の大首長（mōʻī あるいは aliʻi nui）はハホ王 (Haho of Maui) である。ハホ王はPaumakua a huanuikalalailaiの子で、12世紀の人という。以後、マウイ島西部はハホ王の子孫が治めた。なお、マウイ島東部は6つの地域に分かれ、指導者が割拠していた。
レレという地名は、カカアラネオ王 (Kakaalaneo) の治世に採用された。彼はケカア (Kekaʻa) と呼ばれる丘に住んでいたが、兄と共同統治を行っていた間はこの地に宮廷を置いた。 最初にパンノキを植えたのはカカアラネオ王であった。
ハワイの統一以前より、ラハイナの地はマウイ島の王たちが好んだ居住地であった。モクヒニア (Mokuhinia)と呼ばれる池（養殖設備としても用いられた）の中に浮かぶ、モクウラという小島には、14世紀以来王たちが住居を構えており、聖地と見なされていた。また、ラハイナは島と島を結ぶ交易の港であった。強力な王であったカヘキリ2世は1794年に没するまでラハイナを拠点とした。ハワイ諸島の統一に乗り出したカメハメハ1世（大王）は、マウイ島征服のためにラハイナに上陸した。

### 西洋との接触以後
ラハイナは、王都という政治的に卓越した土地であること、捕鯨船が来航したこと、王族の保護を受けたキリスト教宣教師が活発に活動したことで、特色のある土地となった。

#### 王都ラハイナ
カメハメハ1世は1810年、ニイハウ島とカウアイ島を手中に収め、ハワイ王国（カメハメハ王朝）によるハワイ諸島統一を完成させた。カメハメハ1世はラハイナに王宮を設けた。カメハメハ1世は「レンガの宮殿」と言われる西洋式の宮殿で1年余りを過ごした（「レンガの宮殿」はその後失われ、1960年代に基礎が発掘された）。
1819年5月、カメハメハ1世は死去した。王位を継いだカメハメハ2世（カメハメハ1世の子）は、1819年12月に座所をラハイナに移し、数か月間滞在した。以後1843年まで、ラハイナにはしばしば王が居を定め、ハワイ王国の首都として機能した（ただし、王の居住は連続的・恒久的なものではなかった）。
1820年には、島に最初のキリスト教宣教師がやってきた。1823年には、C・S・スチュワート牧師 (de) とウィリアム・リチャーズ牧師 (en) が、王母ケオプオラニと同行している。1823年、ケオプオラニは死に臨んでキリスト教の洗礼を受けたが、これはハワイの首長層に大きな影響を与えた。1824年、首長たちの要請を受けて、ベッツィー・ストックトンは庶民に開かれた最初のミッションスクールを設立した。
1825年に即位したカメハメハ3世（カメハメハ2世の弟）は、騒々しいホノルルよりも、静かなこの街に住むほうを好んでいた。彼は執務のための宮殿を、伝統的な王の居住地であるモクウラの島に建てた。摂政であったカアフマヌ（カメハメハ1世の妃の一人）のもと、1840年にはラハイナにおいてハワイ王国最初の議会が開かれ、また成文憲法が起草された。
しかし、1843年にイギリス軍人がハワイを占領し、アメリカが介入する事件（ポーレット事件）が発生して以後、恒久的な首都としての機能がホノルルに置かれるようになった。ラハイナの地位は、王の離宮の所在地程度に低下した。1845年、カメハメハ3世は首都をホノルルに定めた。

#### ラハイナと捕鯨

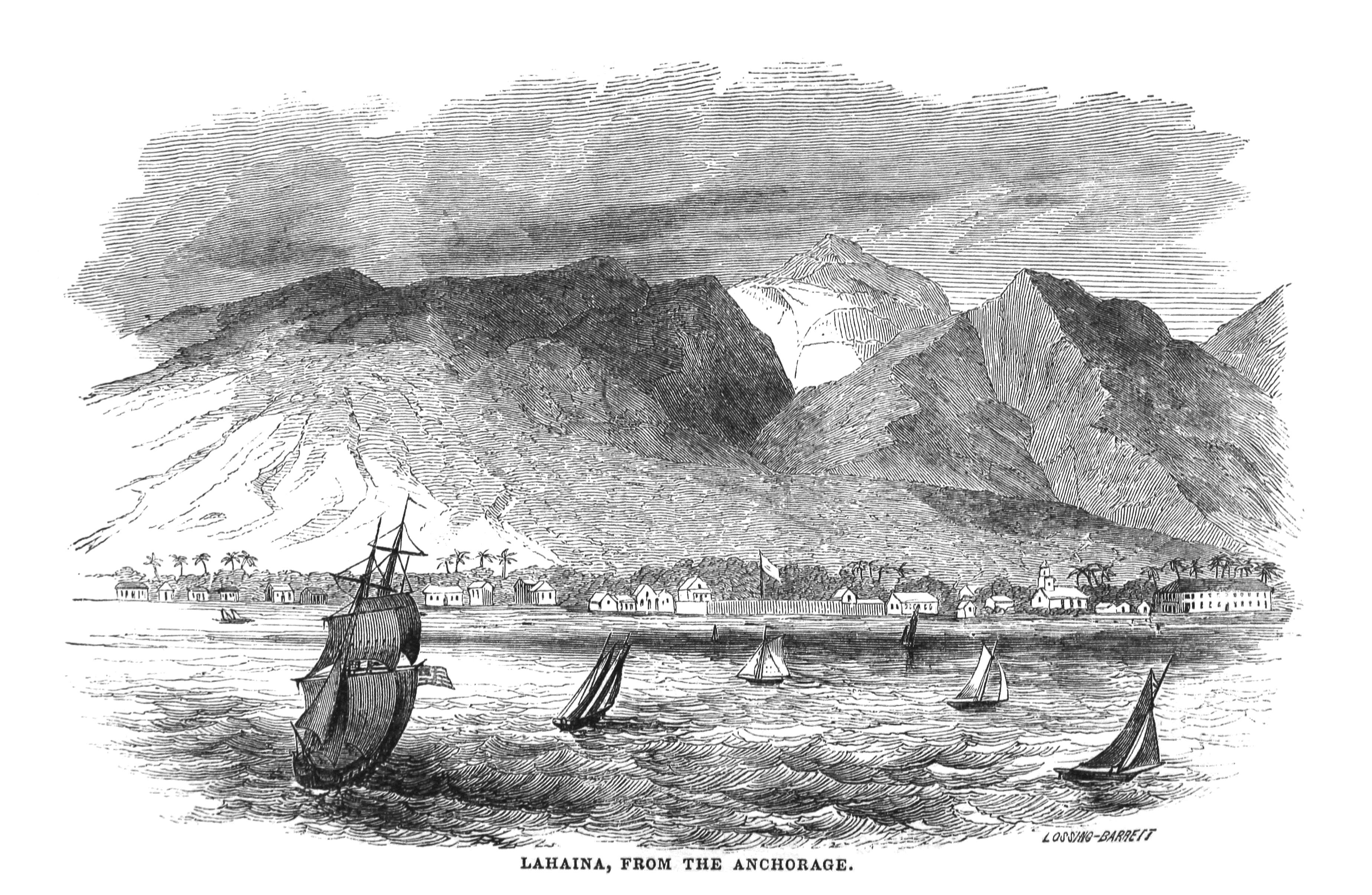
1854年に描かれた、停泊地からのラハイナの風景

ラハイナにアメリカの捕鯨船が最初にやってきたのは1819年である。マウイ島とラナイ島に囲まれた「ラハイナ・ローズ」は水深も深く、捕鯨船の停泊地として好適であった。
ラハイナで影響力を拡大したキリスト教宣教師たちは、酒類の販売禁止や、捕鯨船への女性の訪問を禁止するようマウイ総督のホアピリに働きかけた。これに対して捕鯨船の乗組員たちは激しく反発した。1825年にはイギリス船「ダニエル」Daniel の乗組員が暴動を起こし、牧師たちの生命をおびやかした。1827年にはイギリスの捕鯨船「ジョン・パーマー」 (John Palmer (1807 ship)) が、ラハイナの牧師宅を砲撃した。
上記の砲撃事件を受けて、1831年にホアピリは、船員の暴動から町を守るべくラハイナ砦 (Lahaina Fort) を建設、またラハイナ監獄も建設された。なお、1840年にはラハイナ灯台が建設された。ハワイで最初の灯台であり（「太平洋で最も古い灯台」ともされる）、停泊地に捕鯨船を導くためのものであった。
捕鯨業の最盛期は1843年から1854年にかけてであった。このころ、春と秋には100隻の船が停泊地に投錨していたという。また別の記述には、ラハイナに来港する捕鯨船の隻数として、1824年に年間100隻程度だったが、1850年代には年間400隻以上に急増したと記すものがある。ラハイナでハワイ人たちは酒類の供給をコントロールしつつ、外出禁止令を出すことによって治安を保ち、ホノルルよりは良い評判を得ていた。
捕鯨船の船員であったハーマン・メルヴィルは、1843年にハワイを訪れた。ラハイナは小説『白鯨』（1851年出版）の執筆のきっかけとなったという。

#### サトウキビと観光

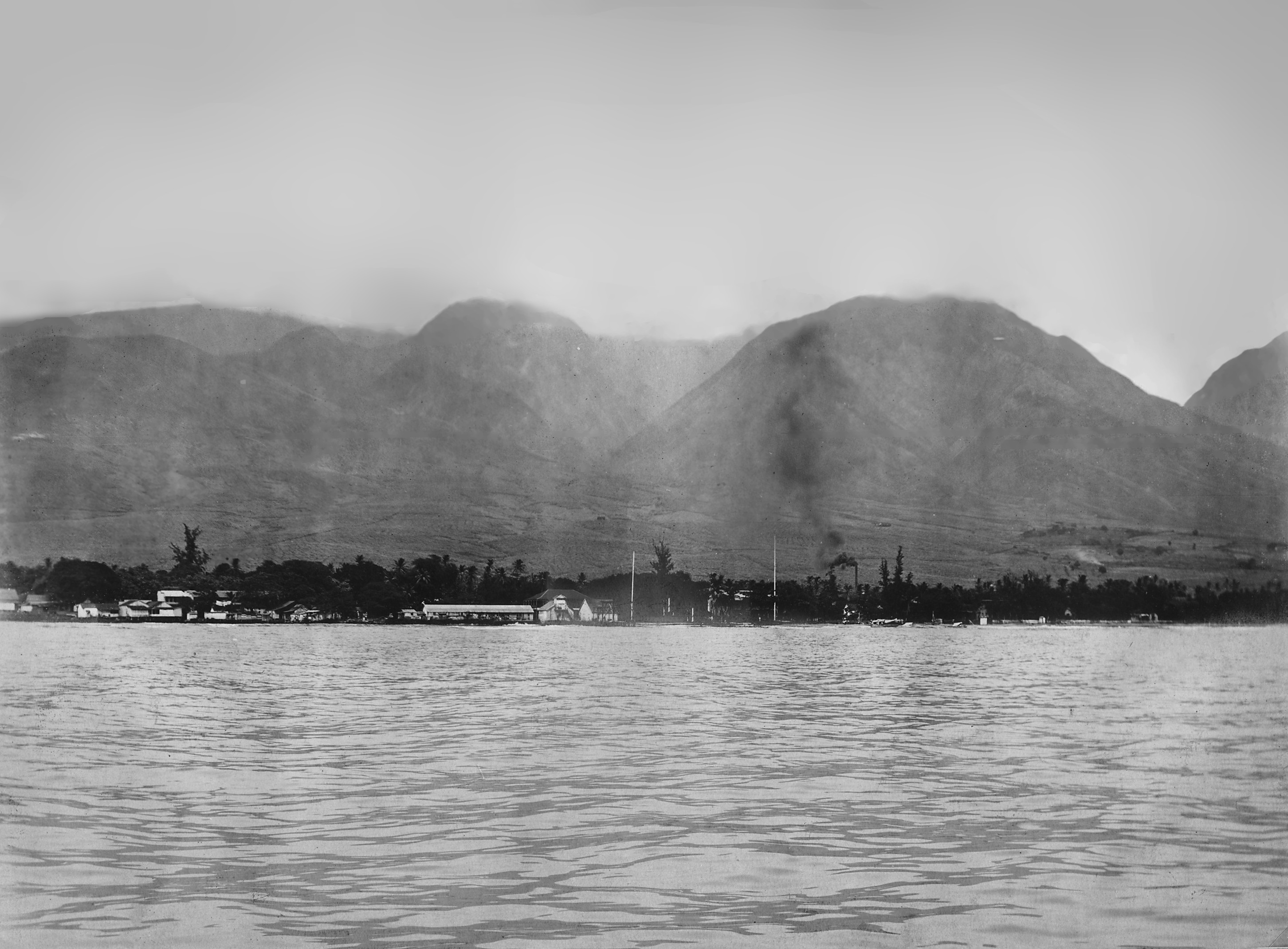
およそ1903年から1910年にかけて撮影されたラハイナ

1850年代末から1860年代にかけて、アメリカでは石油の安価な採掘と大量産出が可能となり、従来の鯨油に取って代わるようになった。捕鯨業は1862年までには没落が決定的となり、以後衰退の一途をたどることとなった。ラハイナの経済は捕鯨を中心として回っていたが、その繁栄は陰りを見せ、ラハイナの経済的重要性は低下した。捕鯨に代わり、1860年に設立されたパイオニア・ミル社 (Pioneer Mill Company) などの製糖業が勃興した。同社はラハイナで最初のサトウキビプランテーションを開き、ハワイで最初の製糖工場を作った。これに続き、各社が製糖工場やプランテーションを開いた。
ラハイナのバニヤン・ツリーは、1873年4月24日にウィリアム・オーウェン・スミスによって、キリスト教宣教師の到着50周年を記念して植樹された
。この場所は、1831年に建設されたラハイナ砦の跡地であった。
ラハイナは船でマウイ島を訪れる人々を迎え入れ、観光地としての姿も見せるようになった。1901年に開設されたパイオニア・インは、2023年の大火で焼失したが、「ハワイで最も古くから営業を続けるホテルのひとつ」とされていた。
1919年1月1日、ラハイナでは大規模な火災が発生し、住民によって消火されるまでに30以上の建物が焼失した。1919年の大火によって、マウイ島には全島を管轄するマウイ消防署が設立され、ラハイナでは新しい火災安全基準が採用された。
1950年代頃からは新興住宅地の販売も始まるようになり、リゾート地として注目を集めるようになった。
1962年には「ラハイナ歴史地区」はアメリカ合衆国国定歴史建造物地区に指定された。

#### 2023年の大火

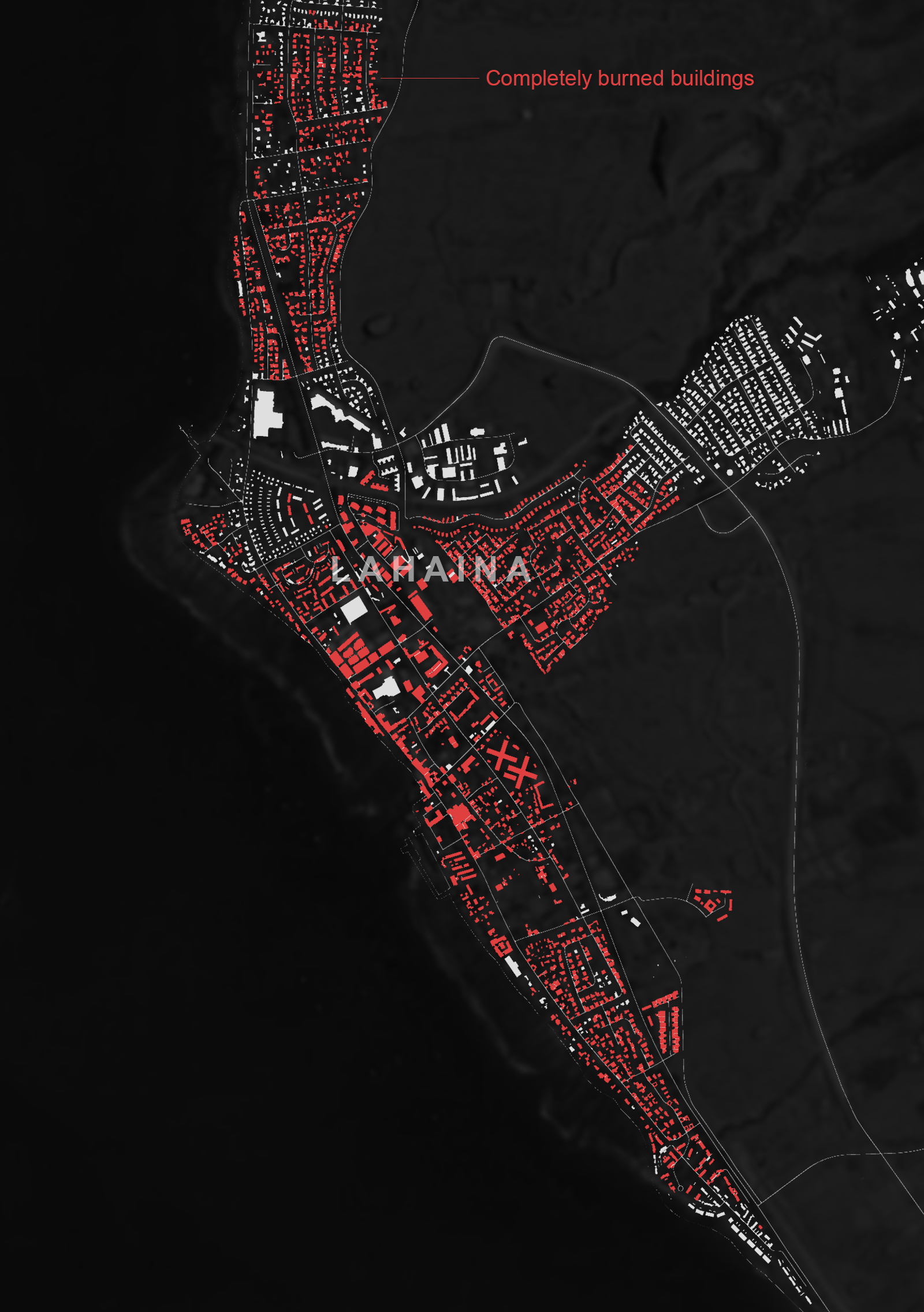
赤が全焼した建物

2023年8月、マウイ島に広がった山火事が市街地に延焼。ラハイナは大半が火災により破壊され、数百世帯が住居を追われた。

## 地理
ラハイナは、 北緯20度53分10秒 西経156度40分29秒 / 北緯20.88611度 西経156.67472度 (20.886122, -156.674602)に位置している。
アメリカ合衆国国勢調査局によると、この国勢調査指定地域は面積が全部で24.1km2あり、そのうち、20.2km2が陸地、3.9km2、言い換えれば全面積の16.26%が水面である。

## 人口動勢
2000年の国勢調査によると、人口9118人、世帯数2599、1759組の家族が、この調査地域内に在住していた。人口密度は、1km2当り612.3人住んでいる計算になる。
当地には3027軒の住戸、平均して1km2当たり203.3軒の家がある。
ここの民族構成は、白人が26.44%、黒人が0.34%、アメリカ先住民が0.31%、アジア系が43.40%、太平洋諸島民が9.83%、その他から2.18%、2系統以上のルーツを持つ人が17.50%いた。
ヒスパニック系若しくはその他ラテン系に出自を持つものは人口の7.06%を占めていた。
ラハイナに在住する2559世帯のうち、27.6%が18歳以下の子供とともに生活し、47.9%が夫婦で、12.5%が現在のところ夫と一緒に住んでいない女性の世帯主であり、32.3%が家族のいない世帯だった。
全世帯数のうち、18.9%が単身世帯で、7.2%が65歳以上で独居する高齢者だった。
平均した世帯構成人員数は3.50人で、平均した家族人数は3.91人だった。
国勢調査指定地域において、人口全体における年齢構成は、18歳以下の未成年が22.8%、18歳から24歳にかけての青年が8.8%、25歳から44歳までの成年が33.4%、45歳から64歳までの壮年人口が23.2%、65歳以上の高年人口が11.9%を占めていた。
中心年齢は36歳であった。
女性100人当たりの男性比率は108.2人であった。
18歳以上の女性100人当たりの18歳以上の男性の割合は110.1人であった。
2005年における中所得世帯の所得中央値は6万1402ドルであった。
2005年における平均世帯収入は7万9876ドルであった。
男性の所得の中央値は3万9583ドルであるのに対して、女性の所得の中央値は3万5392ドルであった。
当地域における一人あたり所得は2万9921ドルであった。
総世帯数の6.8%、及び総人口の7.8%が貧困線を下回っていた。
これには18歳以下が7.3%、65歳以上が9.2%含まれている。

## 文化・観光

### 海辺・中心街・繁華街
マウイ島の西岸に位置し、前面に海の広がるラハイナは、日没（サンセット）の光景で知られる。
ラハイナのフロント・ストリート（Front Street、目抜き通り）は、アメリカ企画協会から「偉大な通り10選」"Top Ten Greatest Streets"のうちの一つに選出されている。
フロント・ストリートに面した沢山のレストランが多種多様な料理や娯楽を提供しており、それゆえ、この通りが西マウイの夜の生活の拠点となっている。

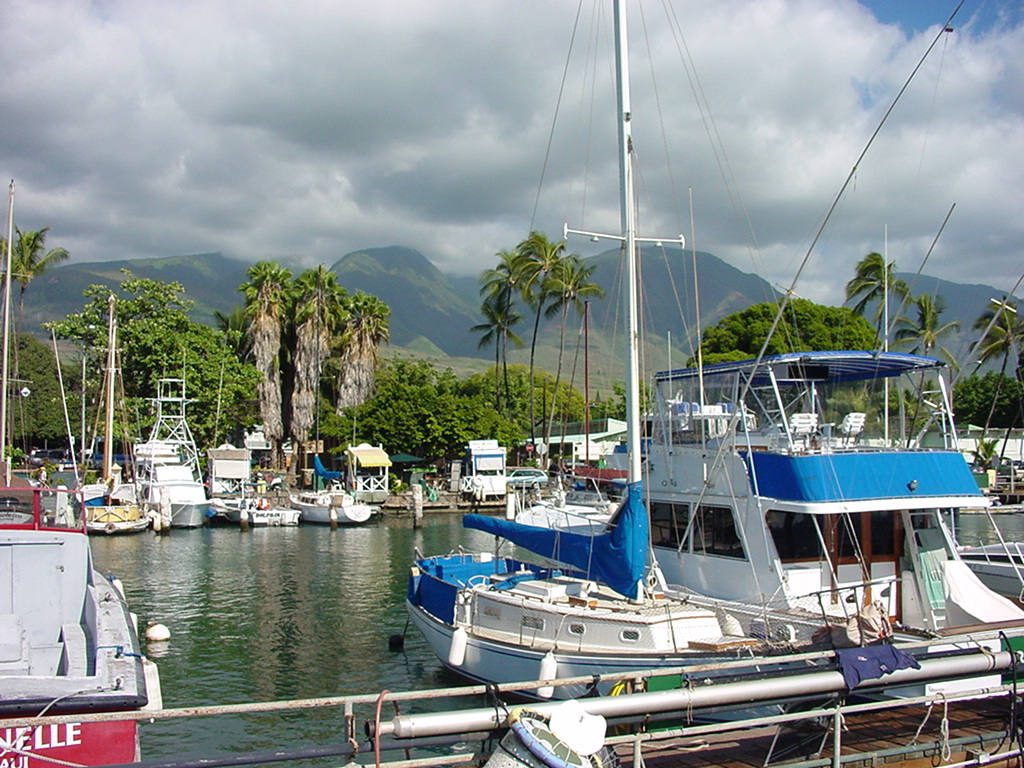
ラハイナ港（2002年）
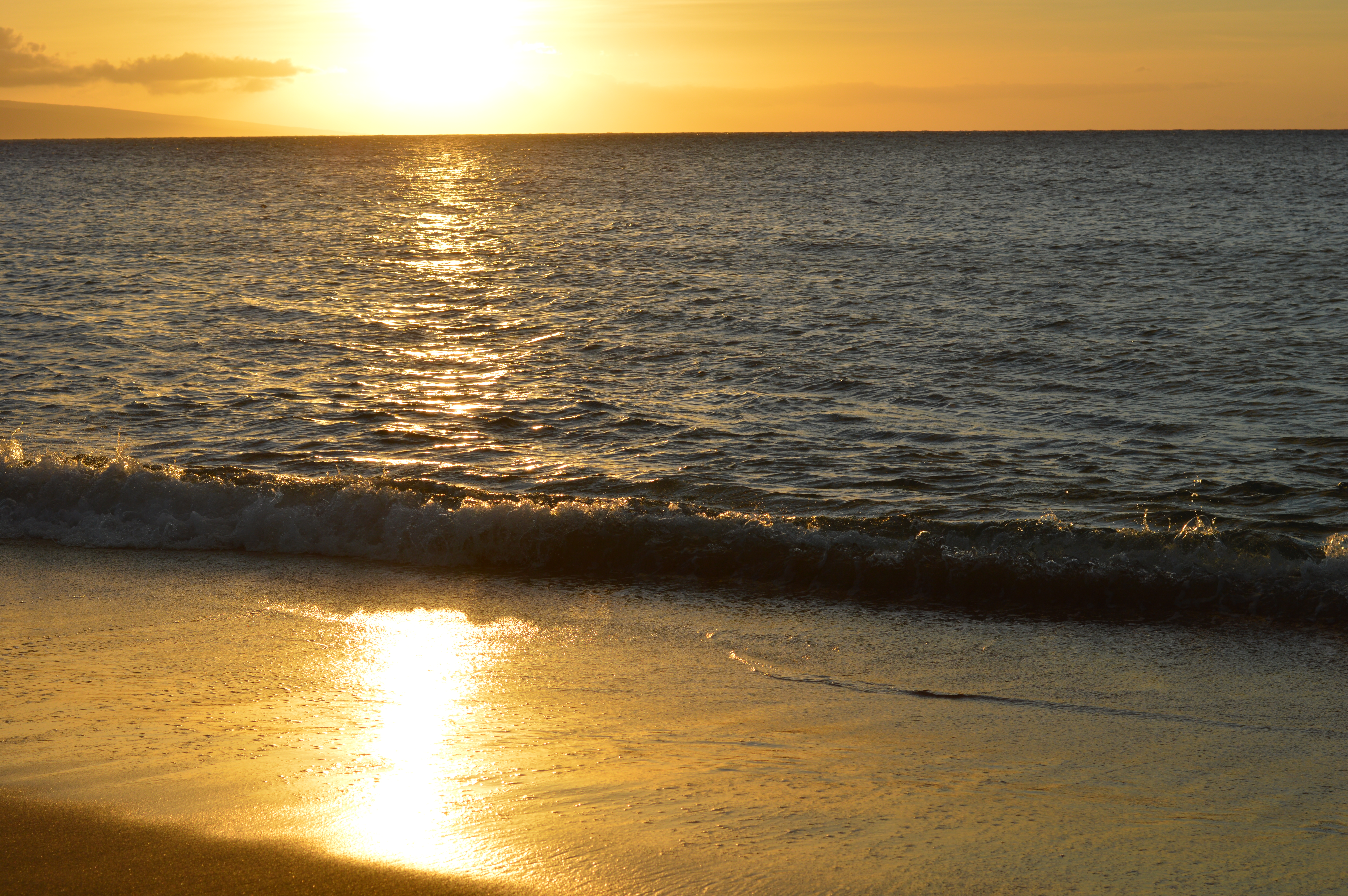
サンセット
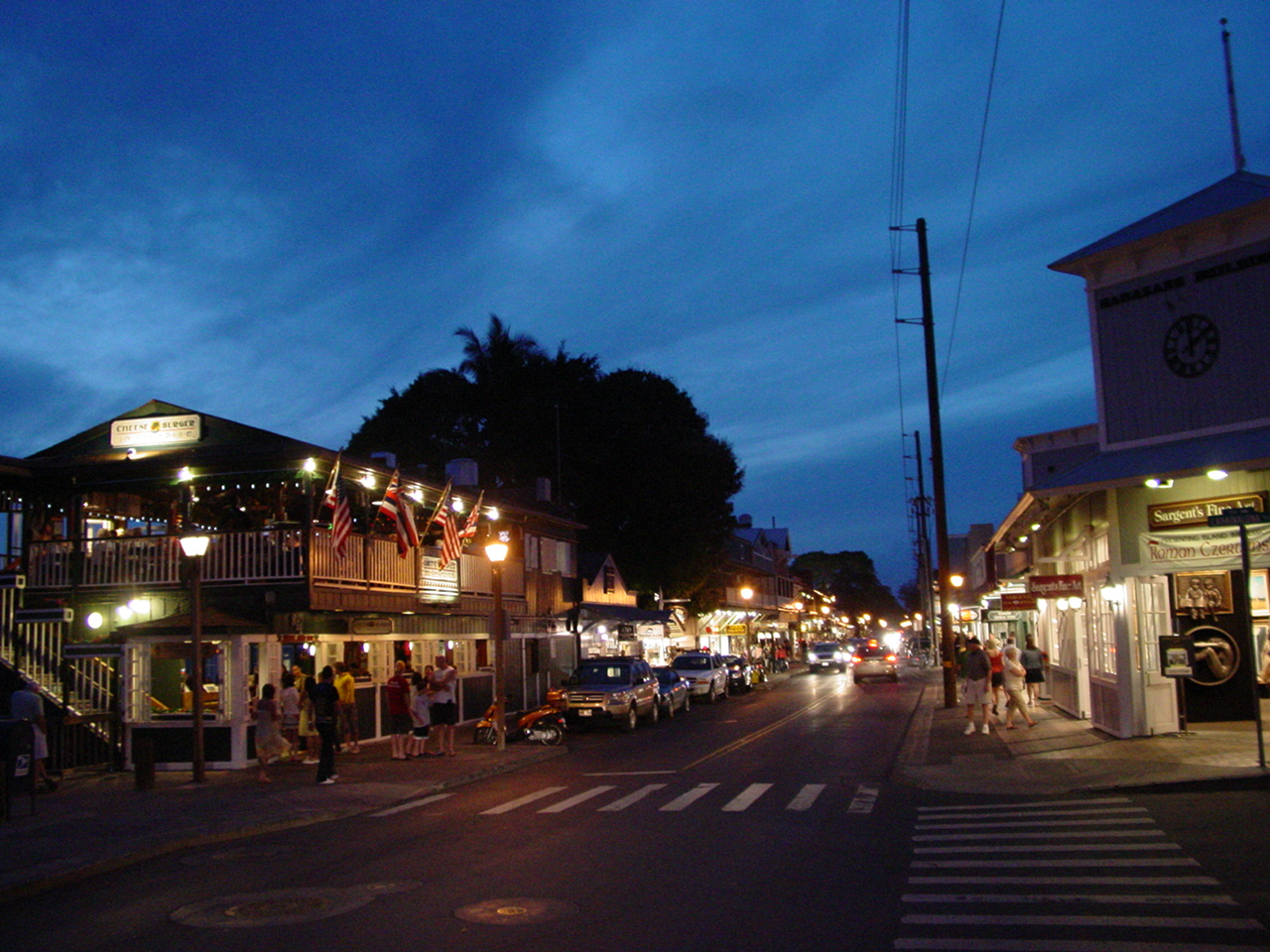
フロント・ストリートの夕景（2009年）

### 歴史的遺産

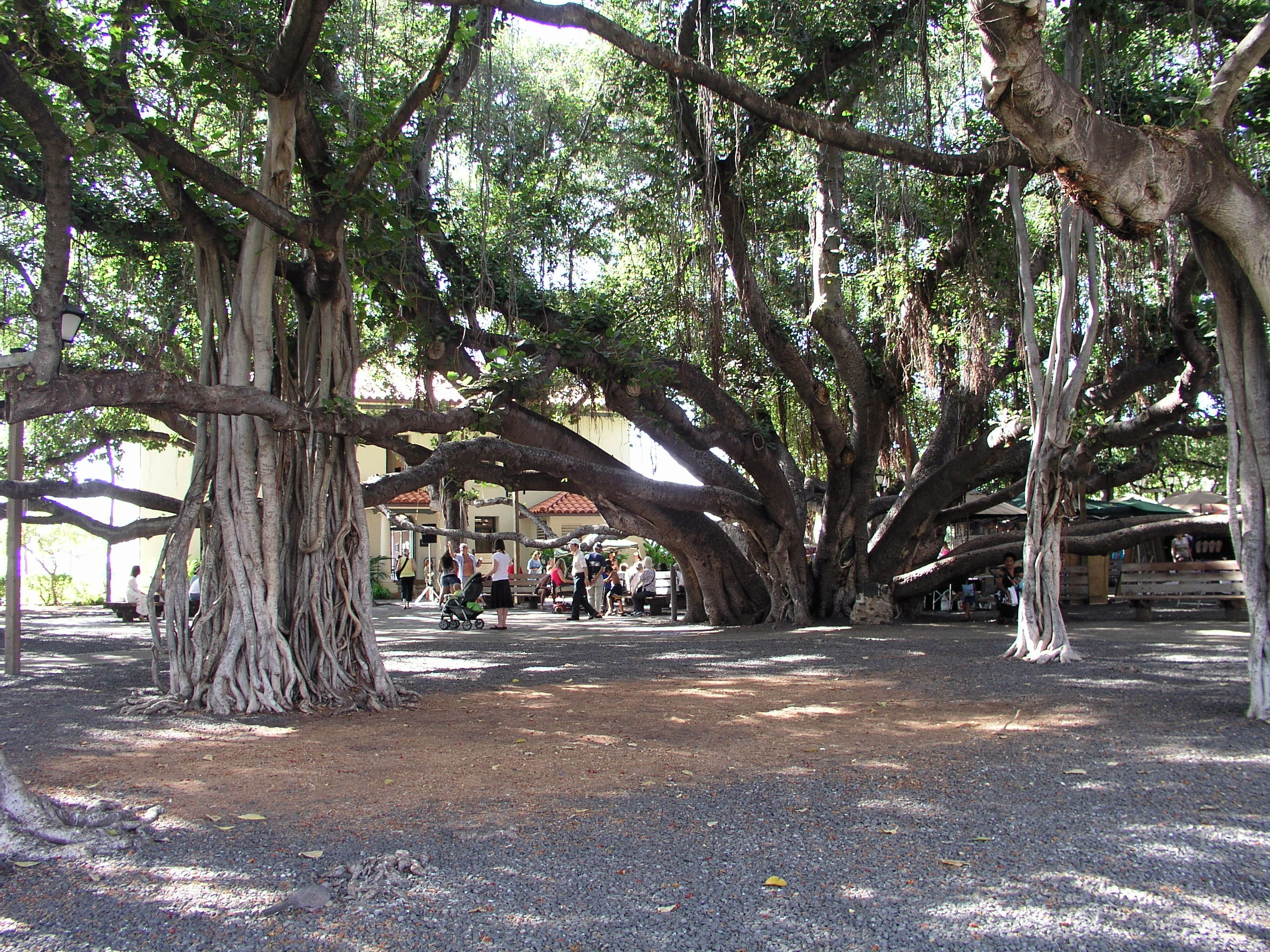
ラハイナのバニヤン・ツリー

ラハイナの町の大部分は「ラハイナ歴史地区」としてアメリカ合衆国国定歴史建造物地区に指定されている。
ラハイナ・バニヤン・コート・パーク一帯はこの町の歴史の中心地の一つである。すなわち、1831年に建設されたラハイナ砦の跡地であり、1854年に砦が取り壊されると、1859年にラハイナ・コートハウス（裁判所）が建設された。この公園に1873年に植樹されたバニヤン・ツリーは町のシンボルとされている。植樹当初2.4メートルだった樹高は、150年を経た2023年には18メートルにまで成長した。
公園の一角には、1964年にかつてのラハイナ砦の一部が再現された。高さ6.1mの城壁の遺構と創建当時から現存する大砲を見ることが出来る。近所には歴史的な建物である、パイオニア・インとBaldwin Houseがある。

### さまざまな民族集団
19世紀後半、マウイ島のサトウキビプランテーションには、さまざまなルーツを持つ移民が従事した。
1852年から1898年にかけて、マウイ島には数千人の中国人がサトウキビプランテーションで働くために移民した。かれらは致公堂などの相互扶助結社を組織し、いくつかの集会場を設けた (Chinese Society Halls on Maui) 。ラハイナでは1880年代末にウォ・ヒン会館（和興会館）が建設された。この会館は集会場であるとともに、「ウォ・ヒン・テンプル」と呼ばれる道教の祈りの場もしつらえ、宗教的なよりどころでもあった。のちには博物館となり、中国系移民の歴史を展示していた。
ハワイへの日本人移民の歴史は1868年（慶応4年/明治元年）のいわゆる「元年者」に始まるとされるが、この時の渡航者のうちの2人がラハイナに赴いている。ラハイナには、日本人移民たちの歴史からはじまった日本の仏教寺院が3つある。法光寺（高野山真言宗、1902年創建）、ラハイナ本願寺（浄土真宗本願寺派、1904年創建）、ラハイナ浄土院（浄土宗、1912年創建）である。

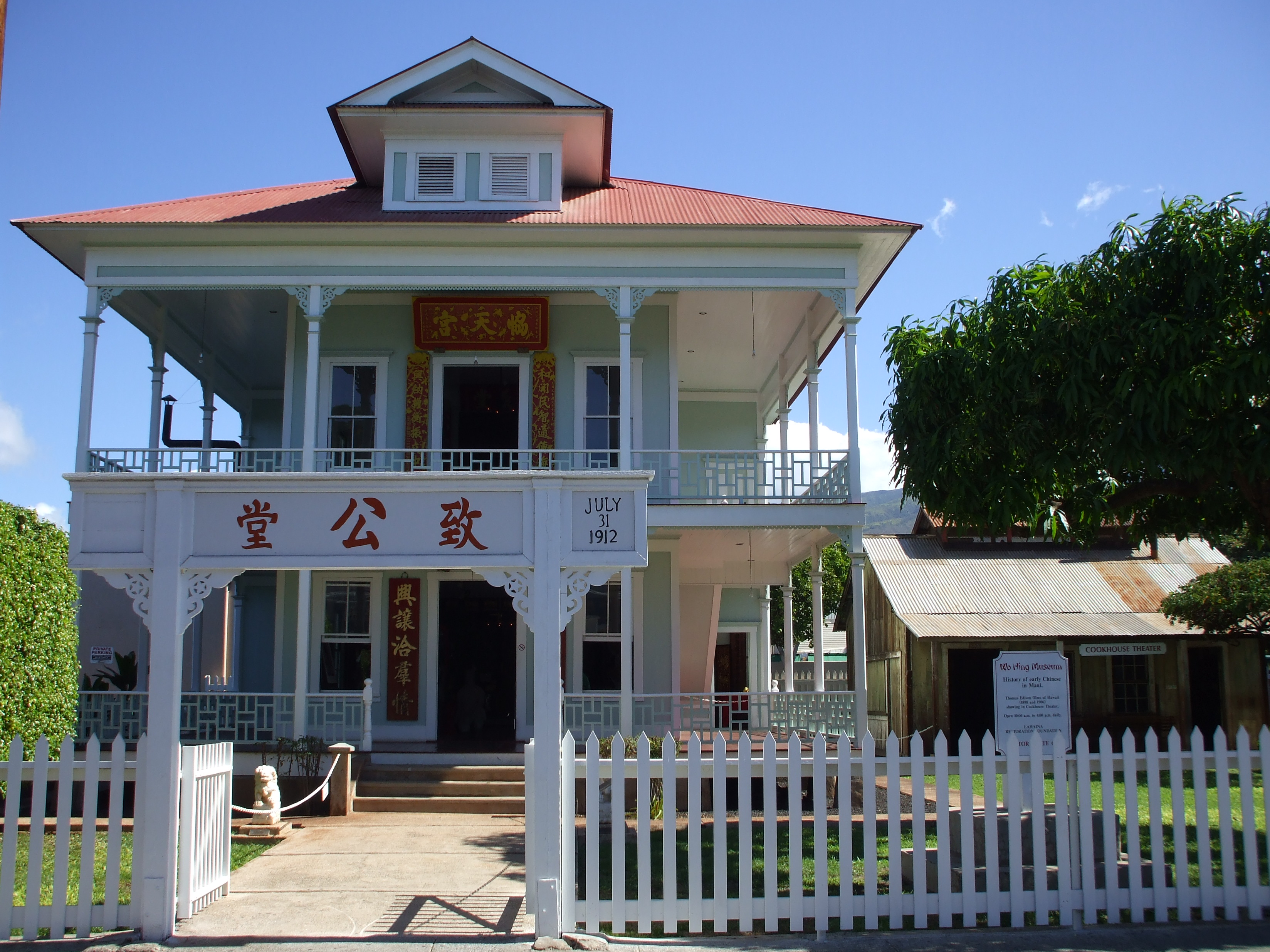
ウォ・ヒン会館
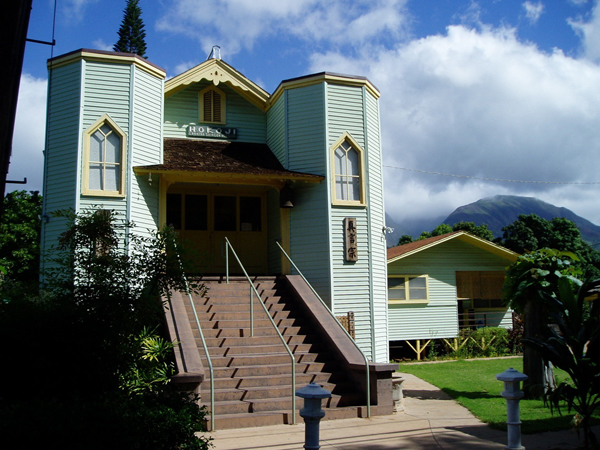
ラハイナの法光寺

### 観光鉄道

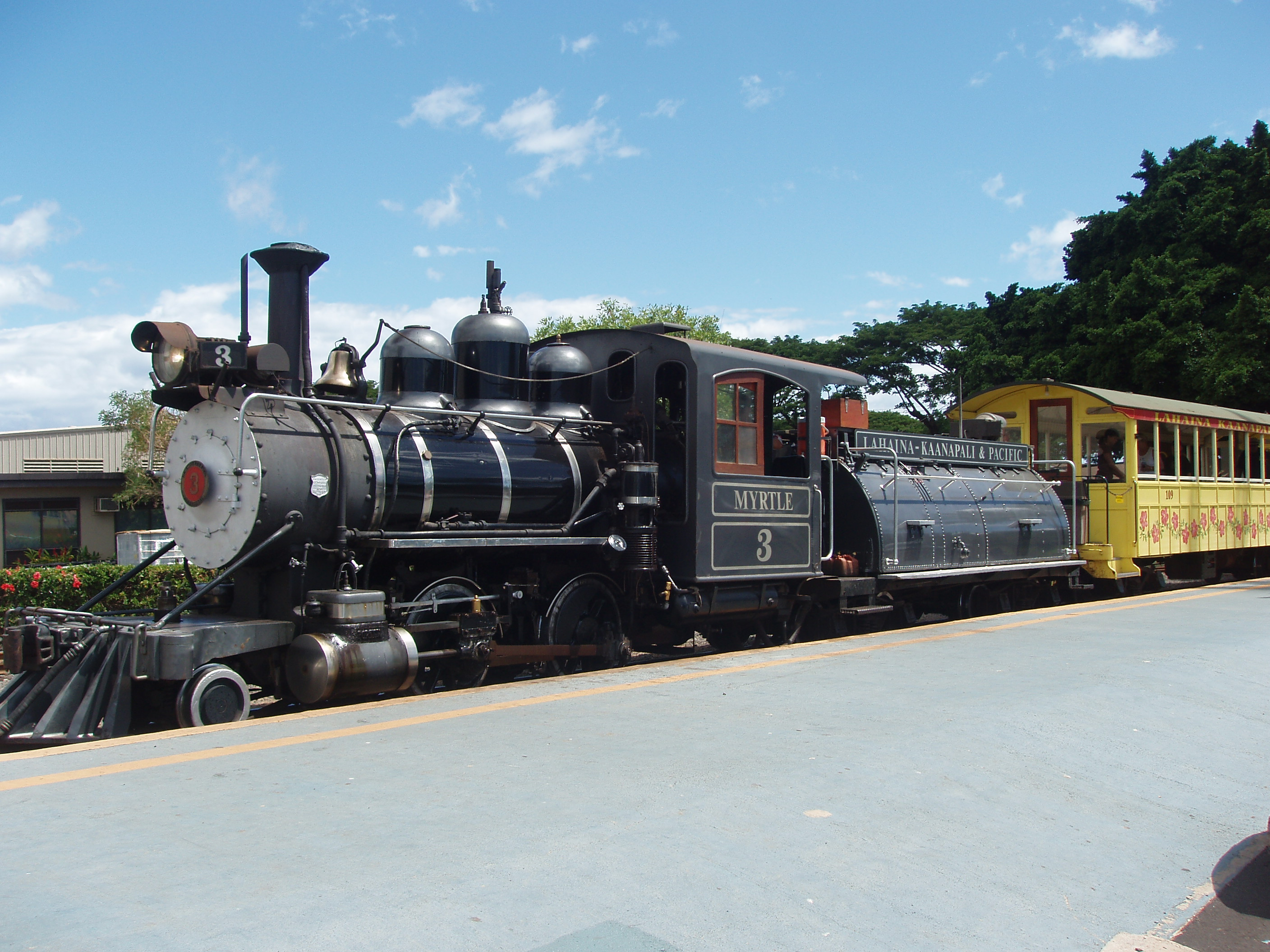
シュガーケイン・トレイン（砂糖キビ列車）、プウコリイ-ラハイナ間を運行。

かつてマウイ島には、サトウキビ輸送のための鉄道が敷設されていた。島の中部北岸、港町カフルイからワイルクまでの約24kmが、ハワイ最初の鉄道である。このカフルイ鉄道は旅客輸送も手掛け、1947年頃の最盛期に路線延長は約80kmに達した。カフルイ鉄道は1966年に廃止された。
ラハイナには、この旧カフルイ鉄道の資材を転用した「ラハイナ・カアナパリ・アンド・パシフィック鉄道」（通称「シュガーケイン・トレイン（サトウキビ列車）」）が走っていた。全長9.7kmの観光路線であったが、アメリカ各地の狭軌機関車を集めた保存鉄道としての役割も果たしていた。

### 行事

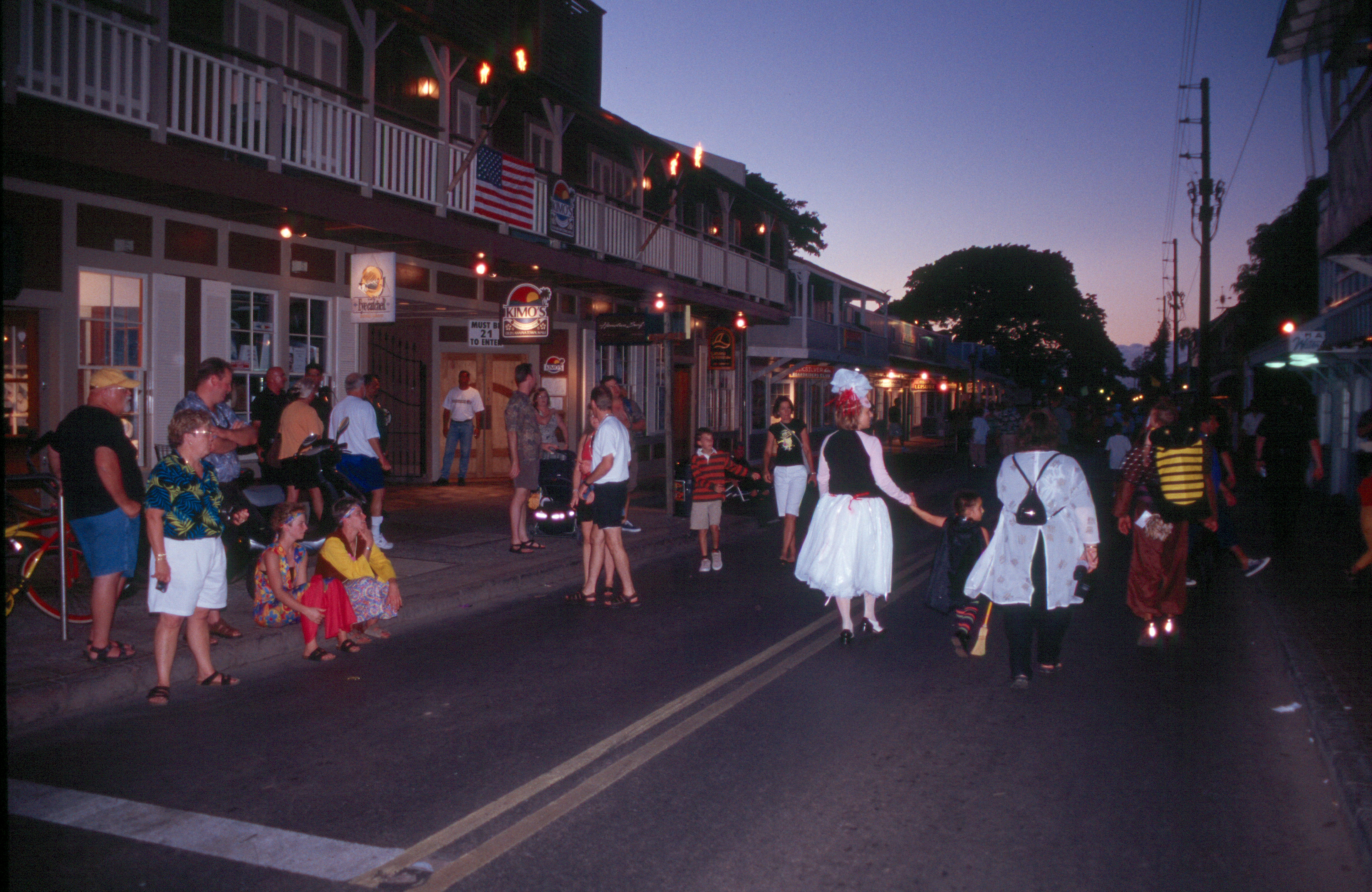
ハロウィン（2007年）

ハロウィンは、ラハイナでは主要な行事であり、2～3万人の客で賑わう、数十年前からの娯楽イベントとなっている。
祭りの晩は、フロント・ストリートを車両交通止めにし、それぞれ思い思いの仮装に身を包んだ子供たちが"Keiki Parade"で練り歩くことが始まりの合図となる。
やがて、仮装をした大人たちがその行列に合流し、街が闇に包まれるまで、その通りは"Mardi Gras of the Pacific"というタイトルを付与された、一つの巨大なパーティーイベントの会場に変貌を遂げるのである。
2008年には、ハロウィン・パレードの開催に必要な許可が下りることを支持してきた文化人の一団から「ハロウィンはハワイの文化を侮辱している」という苦情がでた。
そのため、その祭りは規模を縮小されることを余儀なくされた。
次の年のイベントは自粛ムードの中、ごく地味に開催された。
フロントストリートは交通規制が敷かれることはなく、コスチュームコンテストの開催は一切なかった。
2011年になり、経済的な懸念に直面したことがきっかけで、この街はフロントストリートで年一回開かれるイベントの継続に正当な認可を再び出すようになった。

### スポーツ
毎年11月になると、ラハイナはマウイインビテーショナルの開催地となる。これは、大学間バスケットボールにおけるトップトーナメントでシーズン早期に開催されるものの内の一つである。
カパルアリゾート内のプランテーション・コースは、毎年1月に開かれるゴルフ大会・PGAツアーのヒュンダイ・トーナメント・オブ・チャンピオンズの会場となっている。
ラハイナはVic-Maui国際ヨットレース（ビクトリア・マウイレース）のゴールがおかれる場所でもある。
これは、カナダ、ブリティッシュコロンビア州のビクトリアを出発し、ハワイ州マウイ島のラハイナにゴールするという、世界でも最長距離を帆走する外洋ヨットレースである。

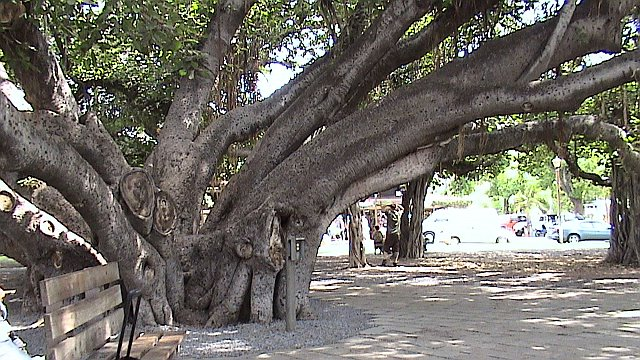
バニヤン・ツリー。
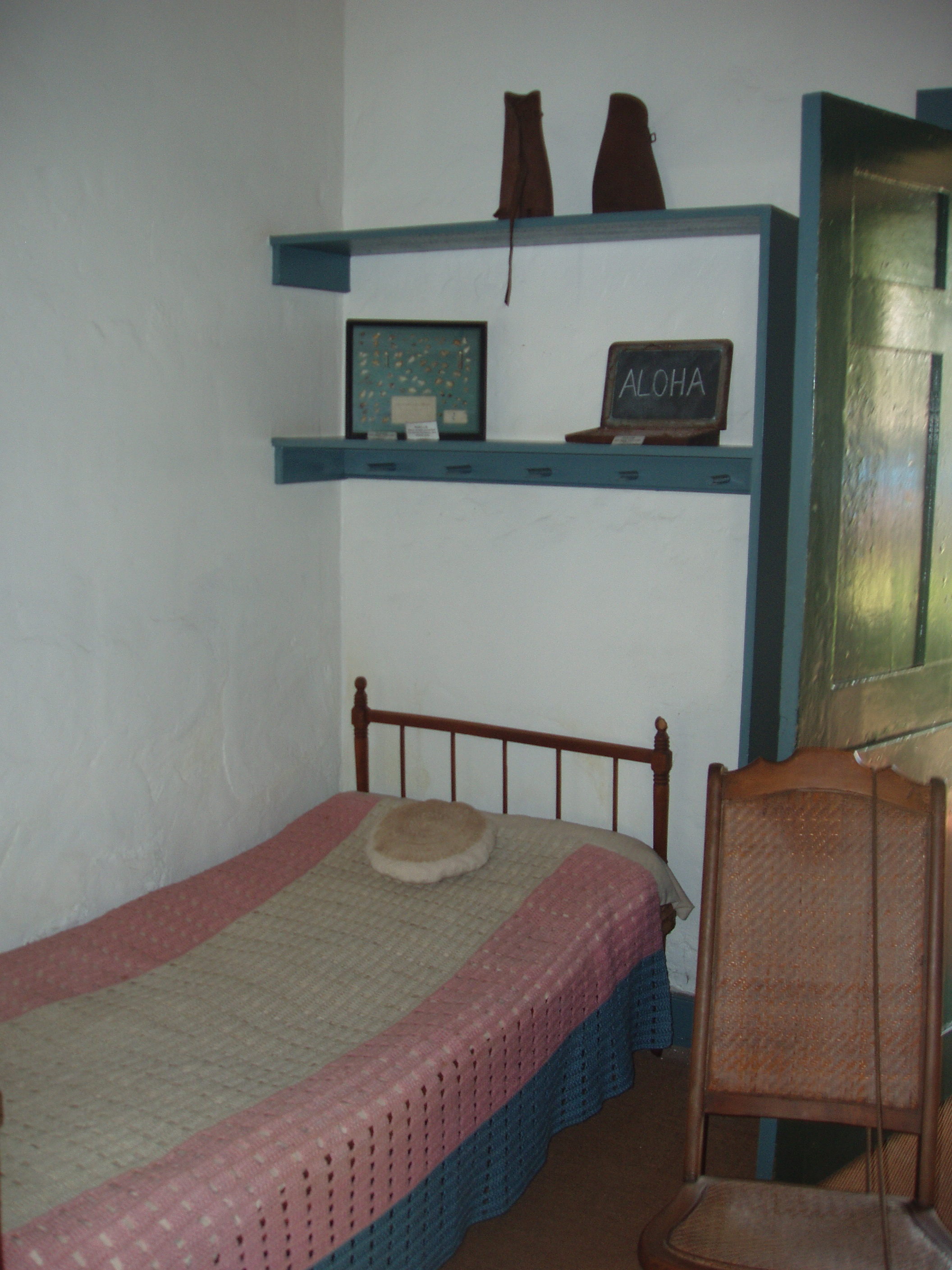
The Baldwin House、1800年代に建てられた、歴史的ランドマーク
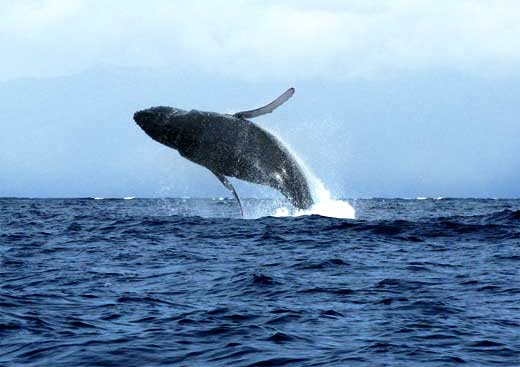
ラハイナのビーチ沖合でブリーチングするザトウクジラ